# Grzbiet Wierchowiński
Grzbiet Wierchowiński (ukr. Вододільний хребет, Wododilnyj chrebet lub Верховинський Вододільний хребет, Werchowynśkyj Wododilnyj chrebet) – wyróżniane w ukraińskim podziale fizycznogeograficznym pasmo górskie położone w całości na terytorium Ukrainy, głównie na granicy obwodów lwowskiego i zakarpackiego. W polskiej regionalizacji Karpat autorstwa Jerzego Kondrackiego uznawane za południową część Bieszczadów Wschodnich (522.13).

## Charakterystyka
Do Grzbietu Wierchowińskiego wlicza się główny wododziałowy grzbiet Karpat na odcinku od górnego biegu Użu po górny bieg Riki. W węższym ujęciu Grzbiet Wierchowiński kończy się na szczycie Pikuja.
Pasmo ma nieregularny, wygięty kształt prowadzący zasadniczo z północnego zachodu na południowy wschód. Posiada niesymetryczną budowę – jego południowe zbocza są przeważnie wyraźnie krótsze i bardziej strome niż północne. Przeważa łagodna, pagórkowata rzeźba właściwa dla średniogórza. Najwyższym szczytem jest Pikuj (1408 m). Przewyższenie nad przyległymi kotlinami śródgórskimi waha się w zależności od dokładnej lokalizacji od 200–250 do 300–400 m. Pasmo przecinane jest przez przełęcze, przez które prowadzą ważne szlaki komunikacyjne – są to (od północnego zachodu): Przełęcz Użocka (853 m n.p.m., na granicy z Bieszczadami Zachodnimi), Latorycka (770 m n.p.m.), Werecka (841 m n.p.m.), Beskid (974 m n.p.m.) i Toruńska (930 m n.p.m., na granicy z Gorganami). W grzbiecie swoje źródła mają liczne rzeki, w tym Uż, Latorica, Stryj, Opór, Rika. 
Pasmo zbudowane jest przeważnie z piaskowców, leży na obszarze występowania warstw krośnieńskich.
Północno-zachodnia część, począwszy od Przełęczy Użockiej, przez pierwszych 30 km wznosi się stale od ok. 850 do ok. 1400 m n.p.m. w kulminacji Pikuja, mijając m.in. Starostynę (1229 m n.p.m.) czy Wielki Wierch (1309 m n.p.m.). Następnie linia wododziału ostro skręca na północny wschód i przenosi się na niższe pasmo. Opada stromo ku Przełęczy Latoryckiej do wysokości niespełna 800 m n.p.m. na i przez kolejnych 20 km pokonuje jedynie ok. 100 m przewyższenia, prowadząc po łuku w kierunku południowo-wschodnim. Na niewysokim szczycie Korna (880 m n.p.m.) linia wododziału skręca ponownie, tym razem na wschód. Ostatni, ok. 40-kilometrowy odcinek jest silniej zróżnicowany: występują tam niższe niż na północnym zachodzie, choć stosunkowo wybitne szczyty takie jak Jawornik Wielki (1120 m n.p.m.), Jawornik Mały (1015 m n.p.m.), Wodziane (1225 m n.p.m.), Bliźniec (1221 m n.p.m.) czy Czarna Repa (1285 m n.p.m.). Na ostatnim z wymienionych ku północy, w kierunku Sławska odbija jeden z nielicznych bocznych grzbietów z kulminacją Wysokiego Wierchu (1243 m n.p.m.).
Zbocza do wysokości 1200–1250 pokryte są lasami świerkowo-bukowymi, wyżej połoninami, przeważnie antropogenicznymi, porośniętymi zbiorowiskami trawiasto-krzewiastymi.

## Ochrona przyrody
Na obszarze pasma zlokalizowane są dwie wielkopowierzchniowe jednostki ochrony przyrody. Są to Użański Park Narodowy oraz Park Narodowy „Bojkowszczyzna”, oba położone w północno-zachodniej części Grzbietu Wierchowińskiego.